# 面出哲志
面出 哲志（めんで てつじ、1975年6月13日 - ）は、広島県広島市出身の元プロ野球選手（投手）。

## 来歴・人物
崇徳高校では3年生の時の第65回選抜大会に一塁手のレギュラーとして出場。初戦で平尾博嗣を擁する大宮東に敗れた。高校時代は投手も兼任しており、3年秋には大昭和製紙から内定を得ていたが11月に同野球部の休部が決まり、神戸市の阿部企業に就職。2年目の1995年には抑えを任されるようになったが、配属先の警備部では徹夜勤務などもあって十分な練習を積めていないと感じ、2年半で退社。2ヶ月後に三菱重工三原に入社している。
1997年はブランクの影響などで結果を残せなかったが、オフに毎日10kmの走りこみや体重が8kg増えるほどのウエイトトレーニングを行ない、球速が約10km/h増して最速142km/hとなった。1998年の都市対抗ではNKKに補強され、JTとの1回戦で勝利投手となった。闘志を押し出して内角を攻める同大会での投球が評価され、1998年度ドラフト会議にて近鉄から4位指名を受け、担当スカウトは岩木康郎で、契約金と年俸それぞれ7,000万円、1,000万円（いずれも推定）で入団契約を結んでいる。
投手陣の左の柱として即戦力の期待がかけられ、中継ぎとして起用されたが制球難によりイニング数を超える四球を記録した。2000年シーズンオフに平下晃司・酒井弘樹とともに湯舟敏郎、山﨑一玄、北川博敏との交換トレードで阪神タイガースへ移籍。しかし、移籍後も制球難は改善できず伸び悩みサイドスローへ転向するなどの試行錯誤もあったが、一軍登板は少なく2年で自由契約となり現役を引退。
その後は札幌の食品卸会社に勤務している。

## 詳細情報

### 年度別投手成績
| 年 度     | 球 団     | 登 板 | 先 発 | 完 投 | 完 封 | 無 四 球 | 勝 利 | 敗 戦 | セ 丨 ブ | ホ 丨 ル ド | 勝 率 | 打 者 | 投 球 回 | 被 安 打 | 被 本 塁 打 | 与 四 球 | 敬 遠 | 与 死 球 | 奪 三 振 | 暴 投 | ボ 丨 ク | 失 点 | 自 責 点 | 防 御 率 | W H I P |
| --------- | --------- | ----- | ----- | ----- | ----- | -------- | ----- | ----- | -------- | ----------- | ----- | ----- | -------- | -------- | ----------- | -------- | ----- | -------- | -------- | ----- | -------- | ----- | -------- | -------- | ------- |
| 1999      | 近鉄      | 9     | 0     | 0     | 0     | 0        | 0     | 0     | 0        | --          | ----  | 66    | 12.1     | 13       | 2           | 17       | 1     | 0        | 11       | 2     | 2        | 11    | 11       | 8.03     | 2.43    |
| 2000      | 近鉄      | 20    | 2     | 0     | 0     | 0        | 0     | 1     | 1        | --          | .000  | 110   | 21.1     | 20       | 4           | 27       | 0     | 1        | 11       | 0     | 0        | 17    | 17       | 7.17     | 2.20    |
| 2001      | 阪神      | 4     | 0     | 0     | 0     | 0        | 0     | 0     | 0        | --          | ----  | 22    | 4.0      | 3        | 0           | 7        | 0     | 0        | 3        | 1     | 0        | 4     | 1        | 2.25     | 2.50    |
| 2002      | 阪神      | 6     | 0     | 0     | 0     | 0        | 0     | 0     | 0        | --          | ----  | 28    | 5.2      | 8        | 0           | 4        | 0     | 1        | 0        | 0     | 0        | 4     | 4        | 6.35     | 2.12    |
| 通算：4年 | 通算：4年 | 39    | 2     | 0     | 0     | 0        | 0     | 1     | 1        | --          | .000  | 226   | 43.1     | 44       | 6           | 55       | 1     | 2        | 25       | 3     | 2        | 36    | 33       | 6.85     | 2.28    |

### 記録
- 初登板：1999年8月12日、対日本ハムファイターズ22回戦（大阪ドーム）、9回表に5番手で救援登板・完了、1回1失点
- 初奪三振：同上、9回表に片岡篤史から
- 初先発：2000年7月30日、対西武ライオンズ17回戦（大阪ドーム）、3回1失点
- 初セーブ：2000年8月10日、対日本ハムファイターズ21回戦（大阪ドーム）、9回表2死に3番手で救援登板・完了、1/3回無失点

### 背番号
- 34 （1999年 - 2000年）
- 36 （2001年）
- 68 （2002年）